# Лі Чен
Лі Чен (*919 — †967) — один з провідних китайських художників епохи П'яти династій (907–960) та початку династії Сун.

## Життєпис
Походив з аристократичної родини Лі, родичів імператорів з династії Тан. Народився у 919 році у повіті Інцю області Цінчжоу (сучасна провінція Шаньдун). Службова кар'єра Лі Чена, розпочалася у царстві Пізне Чжоу (951—960) епохи П'яти династій. Згодом він приєднався до прихильників засновника династії Сун і відразу ж після її воцаріння отримав почесний титул гуанлі-чен («має світлі заслуги»). Водночас був введений до керівництва щойно створеної Академії живопису. У трактаті з історії живопису «Записки про живопис: що бачив і чув» Го Жо-Сюя цей художник, поряд з Гуань Туном й Фань Куаном, зарахований до когорти «трьох великих майстрів», що фігурують у науковій літературі як «три великих пейзажисти Х століття», яких визнано засновниками основного  академічного живопису часів Північна Сун. Усе життя Лі Чен провів при дворів імператорів, виконуючи їх замовлення. Помер у 967 році у столиці імперії Кайфені. 

## Творчість
Усього у доробку Лі Чена 300 творів, але збереглося лише кілька. Найвідомішими є «Читаючи стелу» (інший переклад «Читання стели»), «Невисокий пік в ясну погоду з відокремленим буддійським монастирем», (інший переклад «Буддійський храм у горах після дощу»), «Густий ліс і далекі гірські піки» та «Нефритові піки та дорогоцінні дерева».
Ці твори є неоднорідними за виконання. Вони створені як у монохромній техніці, так і в кольорі. Особливо яскравою гамою володіє картина «Нефритові піки і дорогоцінні дерева» завдяки контрастному поєднанню червоно-коричневих, синіх та зелених плям. У ній, як і в двох інших згаданих раніше творах відтворено панорамний ландшафт. У картині «Читаючи стелу», навпаки, показана камерна за змістом сцена: вершник і піший слуга стоять перед величезною кам'яною плитою, яка вкрита написами, в оточенні кількох дерев, що ростуть прямо з валунів, які імітують лісову гущавину.
Незважаючи на зазначені розбіжності, у творчості Лі Чена простежується кілька загальних для нього і принципово важливих для станкового живопису того часу художніх новацій. До них належать, перш за все, використання «діагональної» композиції, яка передбачає зосередження більшості зображень в одному з кутів полотна. «Порожній» простір при цьому набуває певне, засноване на композиційному контрасті, естетико-змістове значення. Цей прийом чітко видно і в картині «Читаючи стелу», права частина якої найінформативніша, в той час як у лівій ледь вгадується шлях, який веде до туманної гірської гряди.
Наступна новація Лі Чена полягала у зміні принципів зображення об'єктів ближнього плану. На відміну від пейзажів Цзін Хао та Гуань Туна, де гірська панорама «виростає» прямо з нижньої краю полотна Лі Чен розміщає там лише обрізані краєм сувою поодинокі деталі — коріння старої сосни, сухі деревні гілки, протиставляючи їх глибині ландшафту, що розгортається.
Пейзажам Лі Чена властива фіксована точка зору, яка передбачає спрямованість погляду «знизу вгору». Вона не була типовою для китайського образотворчого мистецтва, що прагнуло відобразити об'єкт у декількох ракурсах одночасно: у наближенні до людини й видаленні від неї, при розгляді його зверху, знизу та збоку.
Оригінальність стілістічної манери Лі Чена дозволяла йому створювати картини, пронизані особливо романтичним настроєм, за що теоретики живопису називали його першим художником, що осягнув «принадність лісового туману і рівних полів». Майстер домагався специфічного емоційного ефекту за допомогою акцентування умовних авторських трактувань елементів природи, при яких брало малюнок виконано особливими мазками (так звана «клешня краба»), що нагадували кігті чудовиська.